# Landgericht Teschen
Das Landgericht Teschen war ein deutsches Gericht der ordentlichen Gerichtsbarkeit im Bezirk des Oberlandesgerichts Breslau und später Oberlandesgericht Kattowitz mit Sitz in Teschen.

## Geschichte
In Teschen bestand bis 1918 das österreichische Kreisgericht Teschen. Nach dem Ersten Weltkrieg wurde dies durch das polnische Sąd Okręgowy w Cieszynie abgelöst. Das Landgericht Teschen wurde während der deutschen Besetzung Polens 1939 mit Erlass vom 26. November 1940 als Landgericht im Bezirk des Oberlandesgerichtes Breslau gebildet. Der Sitz des Gerichtes war Teschen. Sein Sprengel umfasste den Landkreis Teschen. Dem Landgericht wurden folgende Amtsgerichte zugeordnet:
| Amtsgericht              | Sitz         |
| ------------------------ | ------------ |
| Amtsgericht Freistadt/OS | Freistadt/OS |
| Amtsgericht Jablunkau    | Jablunkau    |
| Amtsgericht Oderberg/OS  | Oderberg     |
| Amtsgericht Skotschau    | Skotschau    |
| Amtsgericht Teschen      | Teschen      |

Zum 1. April 1941 wurde das Oberlandesgericht Kattowitz eingerichtet und das Landgericht Teschen diesem zugeordnet. Im Jahre 1945 wurde der Landgerichtsbezirk wieder unter polnische Verwaltung gestellt. Damit endete auch die kurze Geschichte des Landgerichtes Teschen und seiner Amtsgerichte.

## Richter
- Erich Reichenbach, Landgerichtspräsident (1941)[3]